# Кутинці
Кутинці (словен. Kutinci) — поселення в общині Светий Юрій-об-Щавниці, Помурський регіон, Словенія. Висота над рівнем моря: 252,1 м.